# 許圉師
許 圉師（きょ ぎょし、? - 儀鳳4年1月2日（679年2月17日））は、唐の政治家・宰相。安州安陸県の出身。本貫は定州高陽県。『永徽五礼』・『芳林要覧』などの編纂に参与した。『全唐詩』巻四五に詩一首が残る。

## 生涯
許紹の末子として生まれた。若くして進士に及第し、太宗・高宗に仕えた。司勲外郎・考功郎中・給事中を歴任した。顕慶2年（657年）、黄門侍郎・同中書門下三品・修国史に進んだ。顕慶3年（658年）、実録を修撰した功績で、平恩県公に封ぜられた。顕慶4年（659年）4月、太子左庶子を検校した。5月、中書侍郎・同中書門下三品となった。11月、散騎常侍となり、侍中を検校した。
龍朔2年（662年）2月、左侍極となり、左相を検校した。同年、子の奉輦直長の許自然が狩猟中に他人の田地に侵入する事件を起こした。これを見た田地の主は激怒し抗議した。ところが許自然はその主にむかって「鏑矢」を放って脅かした。これを知った許圉師は、建前としてはわが子を百回叩きの杖打ちにしたが、この件を握り潰してしまい、お上には一切報告しなかった。許自然に対して腹の収まらない田地の主は司憲大夫の楊徳裔に許自然の行為を直訴した。だが、楊徳裔はまったく聞く耳をもたず、一切取り上げなかった。しかし、たまたまそれを聞いた西台舎人の袁公瑜はこれは只事ではないと判断し、自ら調査した。その結果、許自然の行為が事実だと判明した。彼は配下に変名させて、上封でこのことを高宗に直訴させた。
これを知った高宗は驚愕し、11月に許圉師を召喚して「卿は左相の身分でありながら、わが子の不法を揉み消した。これは権威をもって福利をなしたと申すものではないのか?」と自ら詰問した。許圉師は平伏して「私は陛下の真の臣としてお仕えしました。ところが私は全ての人々と親しく付き合えず、かえって責められることになりました。しかし、陛下が申される権威をもって福利をなしたというのは、国の重鎮が軍権を握ることを指すのです。私は単なる文吏で、陛下に忠義を尽くす臣下に過ぎず、ただひたすらに門を閉じて自己防衛したに過ぎません。それがなぜ権威をもって福利をなしたと申されましょうか?」と返答した。これを聞いた高宗は激怒し、「卿は軍権がないことを恨むのか？」と詰責した。そのとき、傍らにいた同姓の許敬宗は「臣下としてこのような罪を犯したのです。許圉師の罪は免れることはできません」と進言した。このため、許圉師は曳き立てられ、勅命で懲戒解任にされた。
龍朔3年（663年）3月、許圉師は虔州刺史として左遷された。田地の主の直訴を無視した楊徳裔も許圉師一味と見られて解任され、庭州に流罪された。連座として許圉師の子の許自明も事件の張本人である兄弟の許自然とともに懲戒免職にされた。まもなく許圉師は相州刺史に転じた。上元年間、戸部尚書として中央に復帰した。
儀鳳4年（679年）正月、世を去り、幽州都督の位を追贈された。諡を簡といった。恭陵に陪葬された。
許圉師には許自然・許自明・許自牧・許自遂・許自正などの子もあった。なお、詩人李白は許圉師の孫娘の婿にあたる。詩人許渾は許自明の玄孫にあたる。